# 科羅普納峰

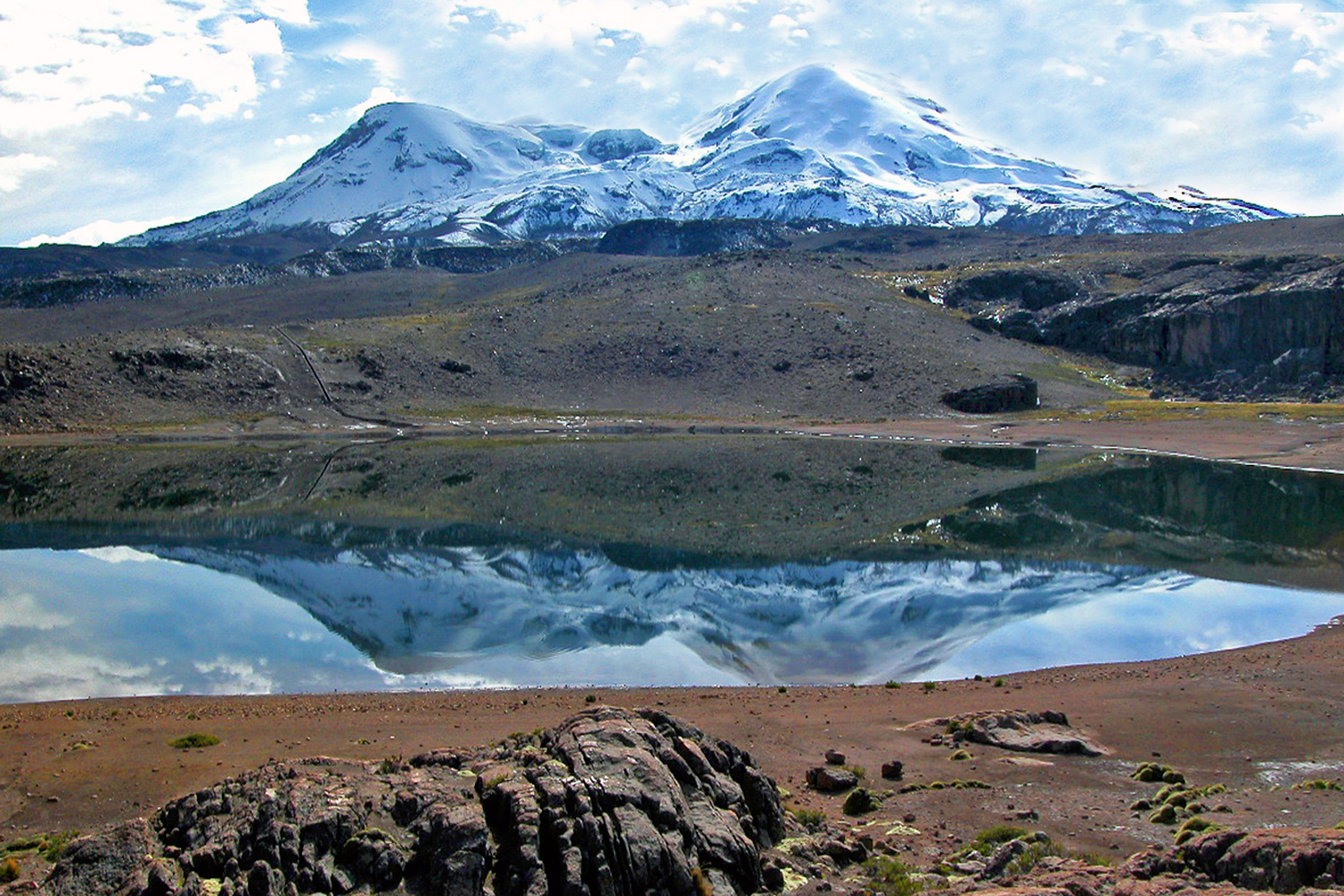

科羅普納峰是秘魯的火山，屬於安第斯山脈的一部分，距離第二大城市阿雷基帕約150公里，底部直徑約20公里，海拔高度6,425米，是該國最高的火山。

## 外部連結
- Coropuna on Summitpost （页面存档备份，存于）